# Mazda RX-8
Mazda RX-8 (Mazda Rotary eXperimental-8) – samochód osobowy o nadwoziu coupe z silnikiem Wankla, produkowany przez koncern Mazda w latach 2003–2012. W ciągu dziewięciu lat wyprodukowano 192.094 egzemplarzy pojazdu.

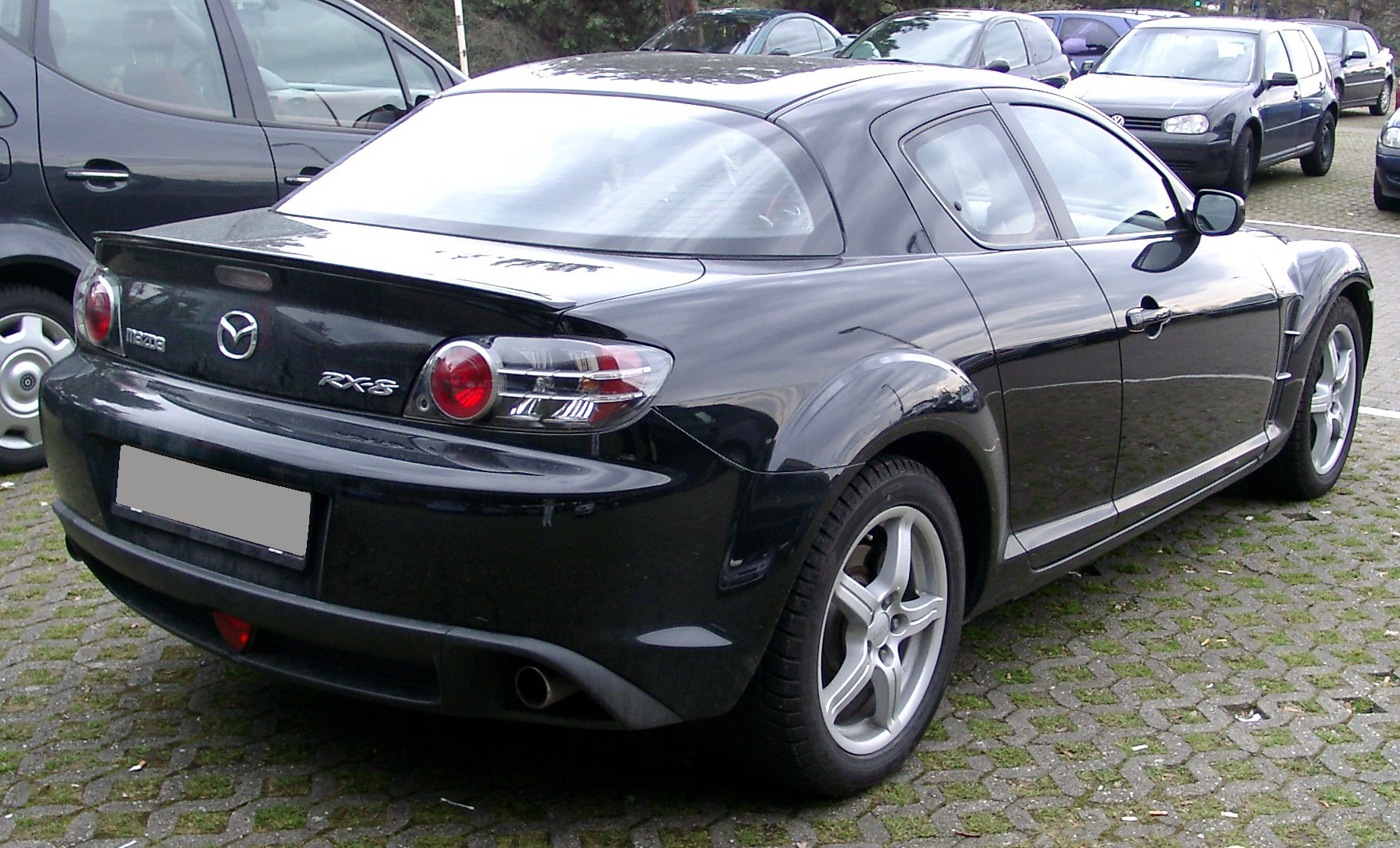
Tył RX-8 przed liftingiem

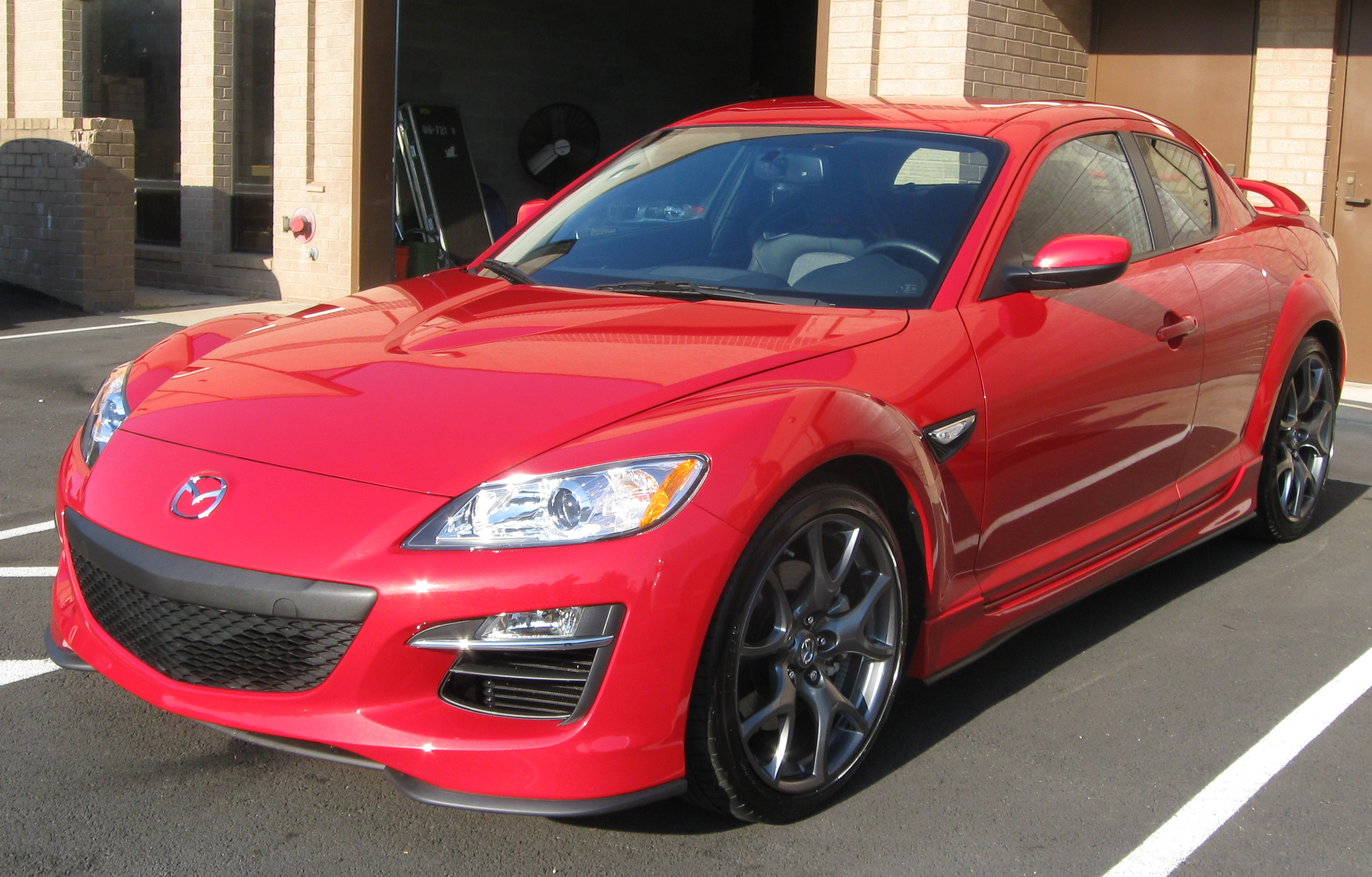
Mazda RX-8 po liftingu

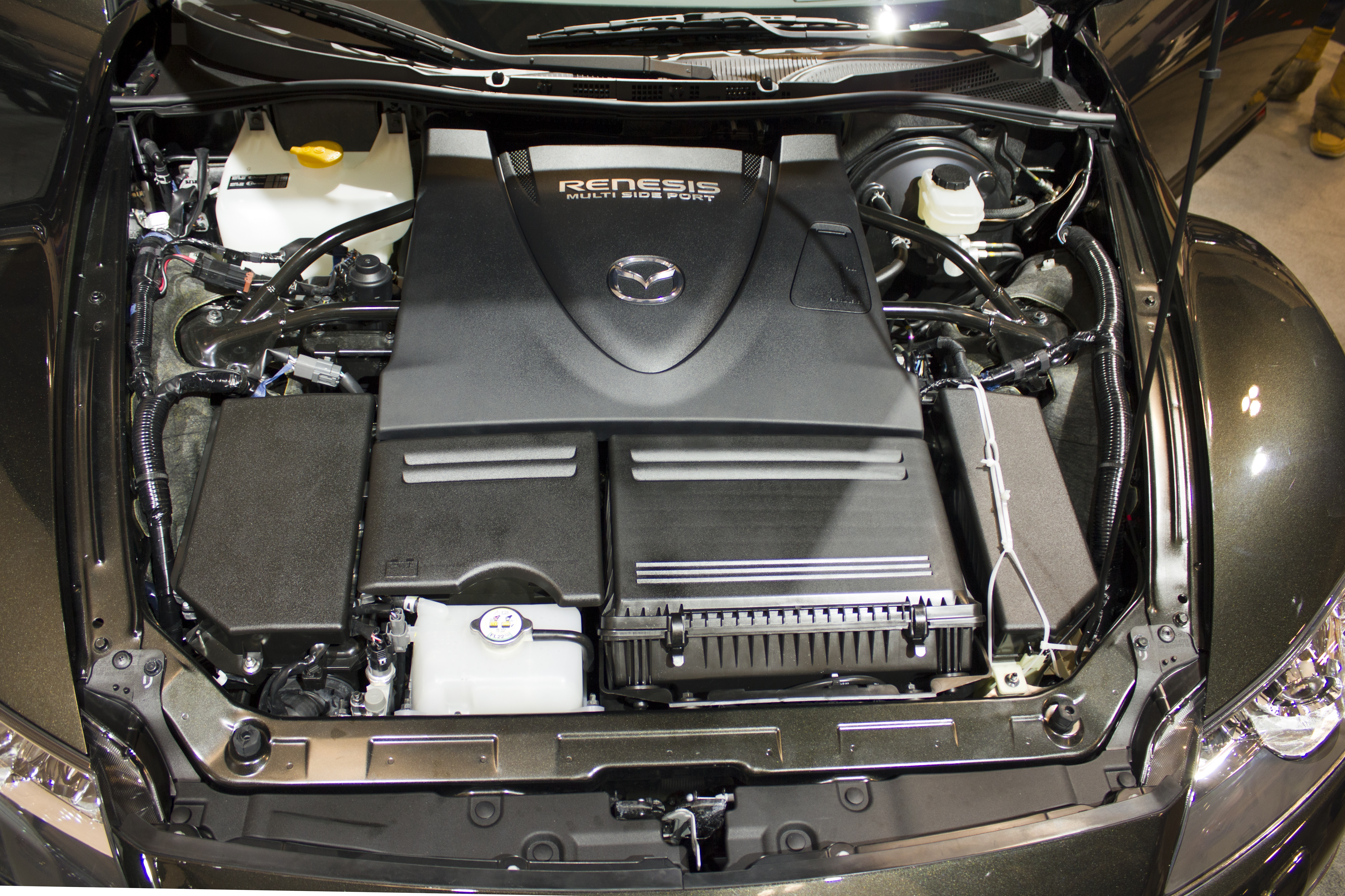
Silnik Renesis

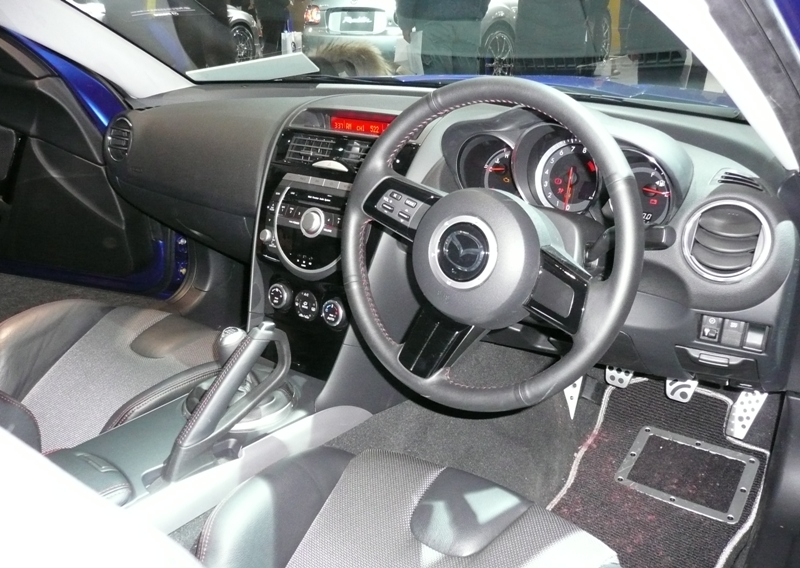
Wnętrze RX-8

W 2007 roku Mazda zaprezentowała model RX-8 Hydrogen RE będący efektem 18 lat prowadzonych przez japoński koncern badań i prac rozwojowych nad paliwem wodorowym pojazd wyposażony jest silnik rotacyjny na dwa rodzaje paliwa. Umożliwia on kierowcy przełączanie zasilania z wodorowego na benzynowe, jeżeli w okolicy nie ma stacji tankowania wodoru. Przez ostatnie trzy lata produkcji model kupić można było w Norwegii.
Zespół SpeedSource zmodyfikowaną wersją RX-8 wygrał w 2008 roku 24-godzinny wyścig na torze Daytona Rolex 24 w klasie GT-class.
W 2009 roku auto przeszło face lifting mylnie kojarzony z drugą generacja modelu. W aucie zmieniono m.in. przedni zderzak, przednie reflektory oraz tylne reflektory wykonane w technologii LED i kierownicę oraz zegary, a także system audio marki Bose.
Produkcja została zakończona w czerwcu 2012 roku z powodu zbyt rygorystycznych norm emisji spalin.

## Silnik
Model RX-8 podobnie jak RX-7 wyposażony był w silnik z tłokiem obrotowym, zwany potocznie silnikiem Wankla. Jednostka o nazwie Renesis spala większe ilości paliwa od jednostek tradycyjnych. Jest to związane nieodłącznie z dużą powierzchnią zewnętrzną cylindra i powiązanymi z tym stratami ciepła. Silnik jest umiejscowiony z przodu i przekazuje napęd na koła tylne. Jednostka o oznaczeniu 13B-MSP RENESIS trafiła jako serce Mazdy RX-8. Jest to silnik o pojemności 2 × 654 cm³ o katalogowej pojemności 1308 cm³. Zastosowany system MSP pozwalał na uzyskanie większej mocy z tego samego silnika. Standardowy Renesis z czterema portami produkował moc 192 KM (142 kW), a jednostka o wysokiej mocy wykorzystywała sześć portów i przy tej samej pojemności produkowała moc 231 KM (186 kW). Dla rynku amerykańskiego standardowy Renesis osiągał 197KM (147 kW), a wersja "High Power" – 238 KM (177 kW).
W momencie rozpoczęcia produkcji Mazda była jedynym producentem aut na świecie wykorzystującym ten system silnika benzynowego. Silnik otrzymał w 2003 roku nagrodę "International Engine of the Year".
Dane techniczne:
- Pojemność skokowa: 2 × 654 cm³
- Moc maksymalna: 232 KM
- Moment maksymalny: 210 Nm
- Prędkość maksymalna: 235 km/h
- Przyspieszenie od 0 do 100 km/h: 6,4 s
- Średnie zużycie paliwa: 15,8 l/100 km

## Wersje
- Type E
- Type S
- Rotary Engine 40th Anniversary - 2007[6]
- Spirit R - limitowana seria 1 tysiąca egzemplarzy przeznaczona na rynek japoński - 2012
- Hydrogen RE
- RS
- Contest - limitowana wersja. Zostało wyprodukowanych 400 egzemplarzy.

## Stylistyka
Mazda RX-8 jest czterodrzwiowym coupe, którego nieduże tylne drzwi otwierane są "pod wiatr".

## Test wTop Gear
W piątym odcinku trzeciego sezonu Top Gear samochód testował Jeremy Clarkson. Stwierdził on, że: "O ile design samochodu jest zbyt grymaśny, ma on znakomity silnik, niezwykle perfekcyjnie trzyma się jezdni, jest bardzo komfortowy, niezwykle praktyczny, kosztuje rozsądne pieniądze i jest dobrze wyposażony." Najbardziej chwalił prowadzenie oraz fakt, że opuszczając tor samochód staje się spokojny, komfortowy i dystyngowany. Test podsumował słowami: "Ten samochód to sensacja. Ze wszystkich aut, które testowałem w tym roku – ten jest najlepszy". W tym samym odcinku Stig na torze osiągnął nim wynik BMW M3. Następnie przetestowany na torze został Nissan 350Z osiągając wynik identyczny (1.31.8). Clarkson stwierdził jednak, że Mazda RX-8 tańsza o 2000 GBP jest bardziej praktyczna i daje więcej zabawy podczas jazdy niż wspomniany wcześniej segmentowy konkurent.

## Wykorzystanie w filmach i grach
Mazda RX-8 pojawiła się w filmach (np. Straż Dzienna, X-Men 2, Szybcy i wściekli: Tokio Drift i Fast Track: Bez granic, Sherlock Holmes (serial)) i grach komputerowych (np. w serii Need for Speed, i okładce gry Juiced).